# Sara Monteiro
Maria Sara de Almeida Horta Monteiro (Lisboa, 1961) é uma professora e escritora portuguesa de literatura infantojuvenil.

## Obras
- As Meninas de la Mancha (1990)
- O Príncipe Perfeito
- A Princesa Que Queria ser Rei
- Dona Miquelina, o seu Filho e a Professora
- A Lebre e o Raminho de Salsa
- A Linha do Horizonte
- Cartas de Uma Mãe à sua Filha (coleção Livros do Dia e da Noite da Editorial Caminho)
- Uma Questão de Confiança
- As férias de Mário e Marina
- Leo, O Gato e o Passarinho[1]
- Na Boca do Lobo

## Prémios
- 1990 - Prémio de Literatura infantil Inasset-Inapa do Centro Nacional de Cultura com "As Meninas de la Mancha"
- 2007 - Prémio Literário Maria Rosa Colaço (categoria juvenil) com "Cartas de uma mãe à sua filha"[2]